# October Rust
October Rust – czwarta płyta zespołu Type O Negative wydana w 1996.
Na płycie znajduje się wiele chwytliwych, melodyjnych utworów, co mocno różni ją od poprzedniego albumu zespołu - Bloody Kisses. Zespół skierował się w stronę rocka gotyckiego, odchodząc od punkowo-metalowego brzmienia. Dzięki temu płyta stanowiła też sukces komercyjny. Album zawiera wersję piosenki Neila Younga Cinnamon Girl.
Pierwszy ścieżka albumu, "Bad Ground" jest żartem, który polega na nagraniu źle uziemionego (ang. bad ground) wzmacniacza, emitującego buczący dźwięk. Nagranie ma sugerować, że cała płyta została jakoby nagrana z fabrycznym błędem. Na ścieżce drugiej "Untitled" zarejestrowano powitanie członków zespołu, którzy zapraszają do wysłuchania albumu. Ścieżka ostatnia to z kolei podziękowanie za wysłuchanie albumu i zaproszenie na koncerty.
Autorem wszystkich piosenek (z wyjątkiem "Cinnamon girl") był Peter Steele.

## Lista utworów
1. Bad Ground
2. (untitled)
3. Love You To Death
4. Be My Druidess
5. Green Man
6. Red Water (Christmas Mourning)
7. My Girlfriend's Girlfriend
8. Die With Me
9. Burnt Flowers Fallen
10. In Praise Of Bacchus
11. Cinnamon Girl
12. The Glorious Liberation Of The People's Technocratic Republic Of Vinnland By The Combined Forces Of The United Territories Of Europa
13. Wolf Moon (Including Zoanthropic Paranoia)
14. Haunted
15. (untitled)

## Twórcy
- Peter Steele - śpiew, gitara basowa
- Kenny Hickey - gitara prowadząca
- Josh Silver - instrumenty klawiszowe
- Johnny Kelly - perkusja